# 底盤編號
底盤編號是指底盤生產商在旗下個別的產品編上的獨立編號。

## 基本資料
- 由底盤生產商提供
- 一般可以在底盤出世紙及行車證上找到。
- 客戶只需要提供底盤編號，底盤生產商就能提供相應的底盤零件[來源請求]。

## 編號形式
在早年，不同的底盤生產商可以有不同的底盤編號形式，它可以是較簡單的幾個位數字形式（如九巴保留的4961，底盤編號為16309），也可以是同時採用英文字母及數字的形式（如城巴車隊編號為369的利蘭奧林比安，底盤編號為ON20889）。
後來車輛識別號碼（VIN，全寫為Vehicle Identification Number）興起，不少底盤生產商都改用車輛識別號碼作為底盤編號。